# لوک‌ایر
لوک‌ایر (به انگلیسی: Locair) یک شرکت هواپیمایی با کد یاتا ZQ است که در ۱۹۹۳ میلادی تأسیس شده‌است. دفتر مرکزی لوک‌ایر در ایالات متحده آمریکا واقع شده‌است و به ۲ مقصد، پرواز انجام می‌دهد.